# Mistrzostwa Świata w Hokeju na Lodzie 2024
Mistrzostwa Świata w Hokeju na Lodzie 2024 – 87. edycja mistrzostw świata w hokeju na lodzie mężczyzn organizowana przez IIHF.

## Elita
Turniej odbył się od 10 do 26 maja 2024 w Czechach – w Pradze i Ostrawie. Wzięło w nim udział 16 najlepszych reprezentacji świata. System rozgrywania meczów był inny niż w niższych dywizjach. Najpierw wszystkie drużyny uczestniczyły w fazie grupowej, w której były podzielone na dwie 8-zespołowe grupy. Cztery czołowe drużyny z każdej grupy automatycznie zakwalifikowały się do fazy pucharowej ukierunkowanej na wyłonienie mistrza świata. Ostatnie zespoły z obu grup zostały zdegradowane do Dywizji I, Grupy A.
Klasyfikacja końcowa turnieju
| Msc. | Reprezentacja     |
| ---- | ----------------- |
|      | Czechy            |
|      | Szwajcaria        |
|      | Szwecja           |
| 4    | Kanada            |
| 5    | Stany Zjednoczone |
| 6    | Niemcy            |
| 7    | Słowacja          |
| 8    | Finlandia         |
| 9    | Łotwa             |
| 10   | Austria           |
| 11   | Norwegia          |
| 12   | Kazachstan        |
| 13   | Dania             |
| 14   | Francja           |
| 15   | Wielka Brytania   |
| 16   | Polska            |

     = spadek do Dywizji I, Grupy A

## Dywizja I
Grupa A Dywizji I jest drugą klasą mistrzowską, z której dwie pierwsze drużyny uzyskały awans do Elity, a ostatni zespół został zdegradowany do Grupy B Dywizji I. Grupa B Dywizji I stanowi trzecią klasę mistrzowską. Jej zwycięzca awansował do Dywizji I, Grupy A, zaś ostatnia drużyna spadła do Dywizji II, Grupy A.

### Grupa A
Mistrzostwa Świata Dywizji I, Grupy A zostały rozegrane w dniach od 28 kwietnia do 4 maja 2024 roku we włoskim Bolzano.
Tabela końcowa turnieju
| Lp. | Zespół           | M | Pkt | Z | Zd | Pd | P | G+ | G- | +/− |
| --- | ---------------- | - | --- | - | -- | -- | - | -- | -- | --- |
| 1   | Węgry            | 5 | 11  | 3 | 1  | 0  | 1 | 15 | 8  | +7  |
| 2   | Słowenia         | 5 | 9   | 3 | 0  | 0  | 2 | 14 | 8  | +6  |
| 3   | Włochy           | 5 | 9   | 2 | 1  | 1  | 1 | 20 | 10 | +10 |
| 4   | Rumunia          | 5 | 9   | 3 | 0  | 0  | 2 | 11 | 17 | −6  |
| 5   | Japonia          | 5 | 4   | 1 | 0  | 1  | 3 | 11 | 17 | −6  |
| 6   | Korea Południowa | 5 | 3   | 1 | 0  | 0  | 4 | 12 | 23 | −11 |

     = awans do elity

     = utrzymanie w Dywizji I, Grupie A

     = spadek do Dywizji I, Grupy B

### Grupa B
Mistrzostwa Świata Dywizji I, Grupy B zostały rozegrane w dniach od 27 kwietnia do 3 maja 2024 roku w stolicy Litwy Wilnie.
Tabela końcowa turnieju
| Lp. | Zespół    | M | Pkt | Z | Zd | Pd | P | G+ | G- | +/− |
| --- | --------- | - | --- | - | -- | -- | - | -- | -- | --- |
| 1   | Ukraina   | 5 | 15  | 5 | 0  | 0  | 0 | 31 | 2  | +29 |
| 2   | Litwa     | 5 | 12  | 4 | 0  | 0  | 1 | 16 | 7  | +9  |
| 3   | Estonia   | 5 | 8   | 2 | 1  | 0  | 2 | 11 | 20 | −9  |
| 4   | Chiny     | 5 | 6   | 2 | 0  | 0  | 3 | 11 | 16 | −5  |
| 5   | Hiszpania | 5 | 4   | 1 | 0  | 1  | 3 | 6  | 20 | −14 |
| 6   | Holandia  | 5 | 0   | 0 | 0  | 0  | 5 | 4  | 14 | −10 |

     = awans do Dywizji I, Grupy A

     = utrzymanie w Dywizji I, Grupie B

     = spadek do Dywizji II, Grupy A

## Dywizja II
Grupa A Dywizji II jest czwartą klasą mistrzowską, z której pierwsza drużyna uzyskała awans do Dywizji I, Grupy B, a ostatni zespół został zdegradowany do Grupy B Dywizji II. Grupa B Dywizji II stanowi piątą klasę mistrzowską. Jej zwycięzca awansował do Dywizji II, Grupy A, zaś ostatnia drużyna spadła do Dywizji III, Grupy A.

### Grupa A
Mistrzostwa Świata Dywizji II, Grupy A zostały rozegrane w dniach od 21 do 27 kwietnia 2024 roku w Belgradzie, stolicy Serbii.
Tabela końcowa turnieju
| Lp. | Zespół                       | M | Pkt | Z | Zd | Pd | P | G+ | G- | +/− |
| --- | ---------------------------- | - | --- | - | -- | -- | - | -- | -- | --- |
| 1   | Chorwacja                    | 5 | 15  | 5 | 0  | 0  | 0 | 26 | 6  | +20 |
| 2   | Serbia                       | 5 | 12  | 4 | 0  | 0  | 1 | 23 | 11 | +12 |
| 3   | Zjednoczone Emiraty Arabskie | 5 | 9   | 3 | 0  | 0  | 2 | 25 | 21 | +4  |
| 4   | Izrael                       | 5 | 5   | 1 | 1  | 0  | 3 | 17 | 26 | −9  |
| 5   | Australia                    | 5 | 4   | 1 | 0  | 1  | 3 | 15 | 19 | −4  |
| 6   | Islandia                     | 5 | 0   | 0 | 0  | 0  | 5 | 11 | 34 | −23 |

     = awans do Dywizji I, Grupy B

     = utrzymanie w Dywizji II, Grupie A

     = spadek do Dywizji II, Grupy B

### Grupa B
Mistrzostwa Świata Dywizji II, Grupy B zostały rozegrane w dniach od 22 do 28 kwietnia 2024 roku w stolicy Bułgarii, Sofii.
Tabela końcowa turnieju
| Lp. | Zespół          | M | Pkt | Z | Zd | Pd | P | G+ | G- | +/− |
| --- | --------------- | - | --- | - | -- | -- | - | -- | -- | --- |
| 1   | Belgia          | 5 | 15  | 5 | 0  | 0  | 0 | 37 | 4  | +33 |
| 2   | Nowa Zelandia   | 5 | 10  | 3 | 0  | 1  | 1 | 22 | 18 | +4  |
| 3   | Gruzja          | 5 | 9   | 3 | 0  | 0  | 2 | 20 | 17 | +3  |
| 4   | Bułgaria        | 5 | 5   | 1 | 1  | 0  | 3 | 17 | 29 | −12 |
| 5   | Chińskie Tajpej | 5 | 4   | 1 | 0  | 1  | 3 | 14 | 27 | −13 |
| 6   | Turcja          | 5 | 2   | 0 | 1  | 0  | 4 | 10 | 25 | −15 |

     = awans do Dywizji II, Grupy A

     = utrzymanie w Dywizji II, Grupie B

     = spadek do Dywizji III, Grupy A

## Dywizja III
Dywizja III została podzielona na dwie grupy. Zwycięzca Grupy A uzyskał awans do Dywizji II, Grupy B, natomiast najsłabsza drużyna spadla do Dywizji III, Grupy B. Z kolei najlepsza drużyna z Grupy B uzyskala awans do Grupy A, a najsłabsza drużyna spadla do Dywizji IV.

### Grupa A
Dywizja III, Grupa A jest szóstą klasą mistrzowską. Mistrzostwa Świata w tej dywizji zostały rozegrane w dniach od 10 do 16 marca 2024 roku w stolicy Kirgistanu, Biszkeku.
Tabela końcowa turnieju
| Lp. | Zespół            | M | Pkt | Z | Zd | Pd | P | G+ | G- | +/− |
| --- | ----------------- | - | --- | - | -- | -- | - | -- | -- | --- |
| 1   | Tajlandia         | 5 | 15  | 5 | 0  | 0  | 0 | 38 | 9  | +29 |
| 2   | Kirgistan         | 5 | 12  | 4 | 0  | 0  | 1 | 37 | 22 | +15 |
| 3   | Luksemburg        | 5 | 8   | 2 | 1  | 0  | 2 | 17 | 22 | −5  |
| 4   | Turkmenistan      | 5 | 6   | 2 | 0  | 0  | 3 | 23 | 31 | −8  |
| 5   | Południowa Afryka | 5 | 3   | 1 | 0  | 0  | 4 | 13 | 26 | −13 |
| 6   | Meksyk            | 5 | 1   | 0 | 0  | 1  | 4 | 15 | 33 | −18 |

      = awans do Dywizji II, Grupy B

     = utrzymanie w Dywizji III, Grupie A

     = spadek do Dywizji III, Grupy B

### Grupa B
Dywizja III, Grupa B jest siódmą klasą mistrzowską. Mistrzostwa Świata w tej dywizji zostały rozegrane w dniach od 23 do 29 lutego 2024 roku w Sarajewie, w stolicy Bośni i Hercegowiny.
Tabela końcowa turnieju
| Lp. | Zespół               | M | Pkt | Z | Zd | Pd | P | G+ | G- | +/- |
| --- | -------------------- | - | --- | - | -- | -- | - | -- | -- | --- |
| 1   | Bośnia i Hercegowina | 5 | 13  | 4 | 0  | 1  | 0 | 25 | 11 | +14 |
| 2   | Korea Północna       | 5 | 12  | 4 | 0  | 0  | 1 | 38 | 22 | +16 |
| 3   | Hongkong             | 5 | 11  | 3 | 1  | 0  | 1 | 40 | 24 | +16 |
| 4   | Filipiny             | 5 | 6   | 2 | 0  | 0  | 3 | 30 | 30 | 0   |
| 5   | Singapur             | 5 | 3   | 1 | 0  | 0  | 4 | 20 | 35 | −15 |
| 6   | Iran                 | 5 | 0   | 0 | 0  | 0  | 5 | 14 | 45 | −31 |

     = awans do Dywizji III, Grupy A

     = utrzymanie w Dywizji III, Grupie B

     = spadek do Dywizji IV

## Dywizja IV
Dywizja IV to najniższa klasa mistrzowska, której zwycięzca uzyskał awans do Dywizji III, Grupy B. Mistrzostwa Świata Dywizji IV zostały rozegrane w dniach od 16 do 19 kwietnia 2024 roku w Kuwejcie, stolicy Kuwejtu.
Tabela końcowa turnieju
| Lp. | Zespół    | M | Pkt | Z | Zd | Pd | P | G+ | G- | +/- |
| --- | --------- | - | --- | - | -- | -- | - | -- | -- | --- |
| 1   | Mongolia  | 3 | 9   | 3 | 0  | 0  | 0 | 28 | 7  | +21 |
| 2   | Kuwejt    | 3 | 6   | 2 | 0  | 0  | 1 | 25 | 13 | +12 |
| 3   | Indonezja | 3 | 2   | 0 | 1  | 0  | 2 | 17 | 23 | −6  |
| 4   | Malezja   | 3 | 1   | 0 | 0  | 1  | 2 | 9  | 36 | −27 |

      = awans do Dywizji III, Grupy B

      = utrzymanie w Dywizji IV